# Coordenades horàries
Les coordenades horàries són un sistema de coordenades astronòmiques que permeten determinar la posició d'un cos respecte a l'equador celeste i el meridià local de l'observador. Les seves dues coordenades són l'angle horari i la declinació. El seu pla fonamental és el pla de l'equador. Es tracta d'un sistema semilocal (una coordenada és local i una altra universal). Les coordenades d'aquest sistema són aquestes dues:
- Declinació (delta): És l'angle que forma la visual de l'astre amb el pla equatorial. És una coordenada universal, vàlida en qualsevol punt del planeta.

Comença en l'eix de l'equador amb 0 º i arriba fins a 90 º al Nord i -90 º al sud. L'angle complementari a la declinació és la distància polar.
- Angle horari (H): és l'angle díedre que forma el meridià superior del lloc, meridià de l'observador, amb el cercle horari que passa per l'astre. S'explica en sentit del moviment diürn (horari). Es mesura en hores, minuts, i segons (no en graus). Recordeu que 360° equival a 24 hores.

Un meridià celeste és el cercle màxim que passa pels pols. Sí a més passa per l'observador és el meridià de l'observador, també anomenat meridià del lloc, i és l'origen de l'angle horari. El cercle horari és el meridià celeste que passa per l'astre.
La declinació d'un astre no depèn de la posició de l'observador, però l'angle horari sí que depèn de la posició de l'observador. És a dir un mateix astre en un mateix moment són vistos sota diferents angles horaris per diferents observadors situats en punts diferents de la Terra. Això significa que les coordenades horàries són locals.
Quan es parla de coordenades equatorials es fa referència a les "coordenades equatorials absolutes", però quan es parla de coordenades horàries ens referim a "coordenades equatorials horàries". En ambdós sistemes el pla fonamental és el que forma l'equador amb l'esfera celeste. Les "coordenades equatorials absolutes" es basen en l'ascensió recta (AR) i en la declinació (δ) (Dec), mentre que les "coordenades equatorials horàries" es basen en l'angle horari (H) i en la Declinació.